# Жонська
Жонська (пол. Rząska) — село в Польщі, у гміні Забежув Краківського повіту Малопольського воєводства. Населення — 2376 осіб (2011).

## Демографія
Демографічна структура станом на 31 березня 2011 року:
|          | Загалом | Допрацездатний вік | Працездатний вік | Постпрацездатний вік |
| -------- | ------- | ------------------ | ---------------- | -------------------- |
| Чоловіки | 1129    | 226                | 782              | 121                  |
| Жінки    | 1247    | 168                | 791              | 288                  |
| Разом    | 2376    | 394                | 1573             | 409                  |

## Відомі люди
- Ванда Дубенська — перша польська олімпійська чемпіонка, чемпіонка Польщі з фехтування, тенісу та лижних перегонів. Померла у Жонськах, похована на Раковицькому цвинтарі у Кракові.